# Lord Mayor of Dublin

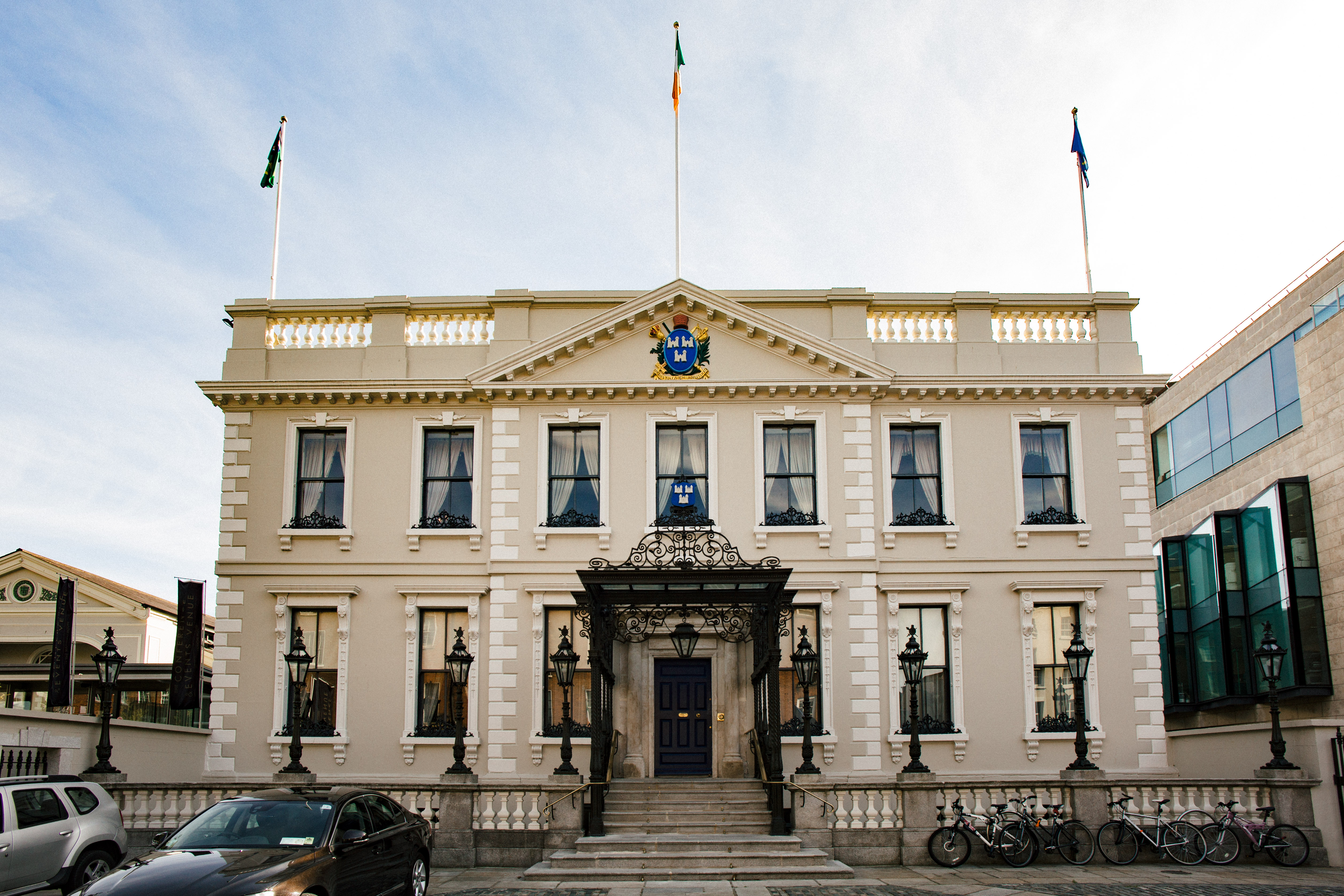
Mansion House, Sitz des Lord Mayor of Dublin, in der Dawson Street, Dublin

Der Lord Mayor of Dublin (irisch Ardmhéara Bhaile Átha Cliath) ist ein Ehrentitel des Vorsitzenden des Dublin City Council. Das Amt unterliegt der Jährlichkeit und wird von den Mitgliedern des City Councils gewählt. Amtsinhaber ist Ray McAdam.
Siehe auch: Liste der Lords Mayor of Dublin

## Geschichte
Das Amt des Lord Mayors of Dublin besteht seit 1665, als es durch Charles I. zu einer Hochstufung des Mayor of Dublin kam. Einen Mayor of Dublin hatte es bis dahin seit 1229 gegeben. Mit der Aufstufung zum Lord Mayor wurde der Inhaber des Amtes als The Right Honorable angeredet. Bestätigt wurde dies durch das britische Gesetz von 1840 (Municipal Corporation (Ireland) Act). Aufgehoben wurde die Anrede durch ein irisches Gesetz 2001 (Local Government Act).

## Sitz
Der Sitz des Lord Mayors of Dublin ist seit 1715 Mansion House in der Dubliner Dawson Street. Das Gebäude war 1710 durch den Kaufmann Joshua Dawson errichtet worden, der die Gegend ab 1705 entwickelte.

## Aufgaben
Der Lord Mayor nimmt in den Ratssitzungen des Dublin City Council den Vorsitz ein. Er repräsentiert die Stadt nach außen. Der Lord Mayor ist jedoch nicht die Verwaltungsspitze der Stadtverwaltung. Diese Funktion wird vom sog. Chief Executive (vor 2013: City Manager) wahrgenommen.

## Amtszeichen

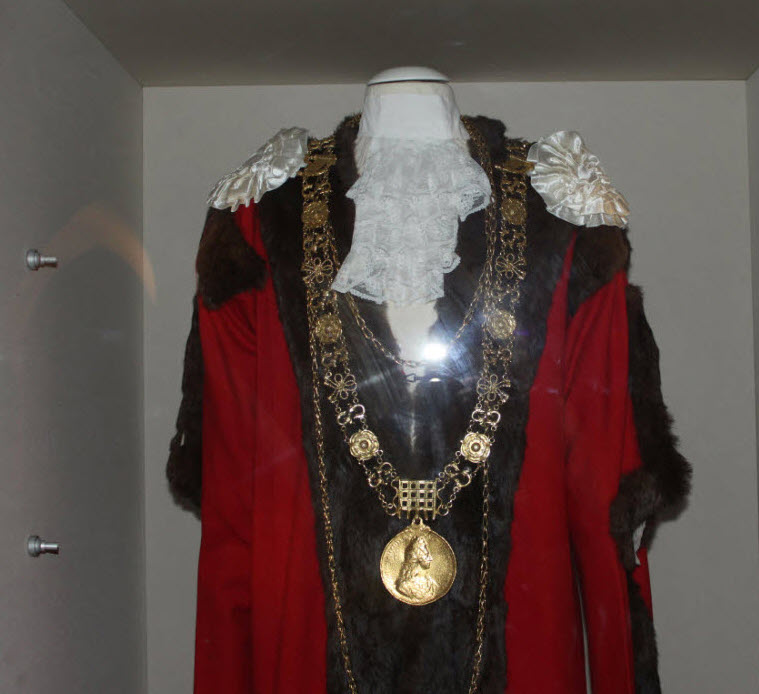
Die Amtskette des Lord Mayor of Dublin

Wichtigstes Amtszeichen ist die Bürgermeisterkette. Die heutige Kette mit Tudor-Rose, Harfe und Knoten wurde 1698 von König William III. an die Stadt Dublin überreicht. Am Fuße der Kette ist eine Medaille mit der Büste Williams III. befestigt.
Die frühere Medaille war vom protestantischen Lord Mayor Michael Creagh nicht zurückgegeben worden.
Das Siegel der Stadt Dublin wurde 1229 oder 1230 geschaffen. Es zeigt drei Türme auf der Stadtmauer und ein Kauffahrteischiff im Meer.
Das Schwert des Bürgermeisters diente und dient lediglich Repräsentanzzwecken. Es wurde um 1390 ursprünglich für Heinrich IV. gefertigt, der es um 1410 an die Stadt Dublin gab.
Das Große Zepter (oder Streitkolben) geht auf das Jahr 1717 zurück. Es wurde mit Teilen des früheren Zepters gefertigt. Auch heute noch wird das Zepter bei öffentlichen Auftritten gezeigt.
Die Kutsche des Lord Mayor of Dublin wurde 1789 gefertigt und erstmals 1791 gefahren. Seit 1976 wird sie am St. Patrick’s Day gezeigt.

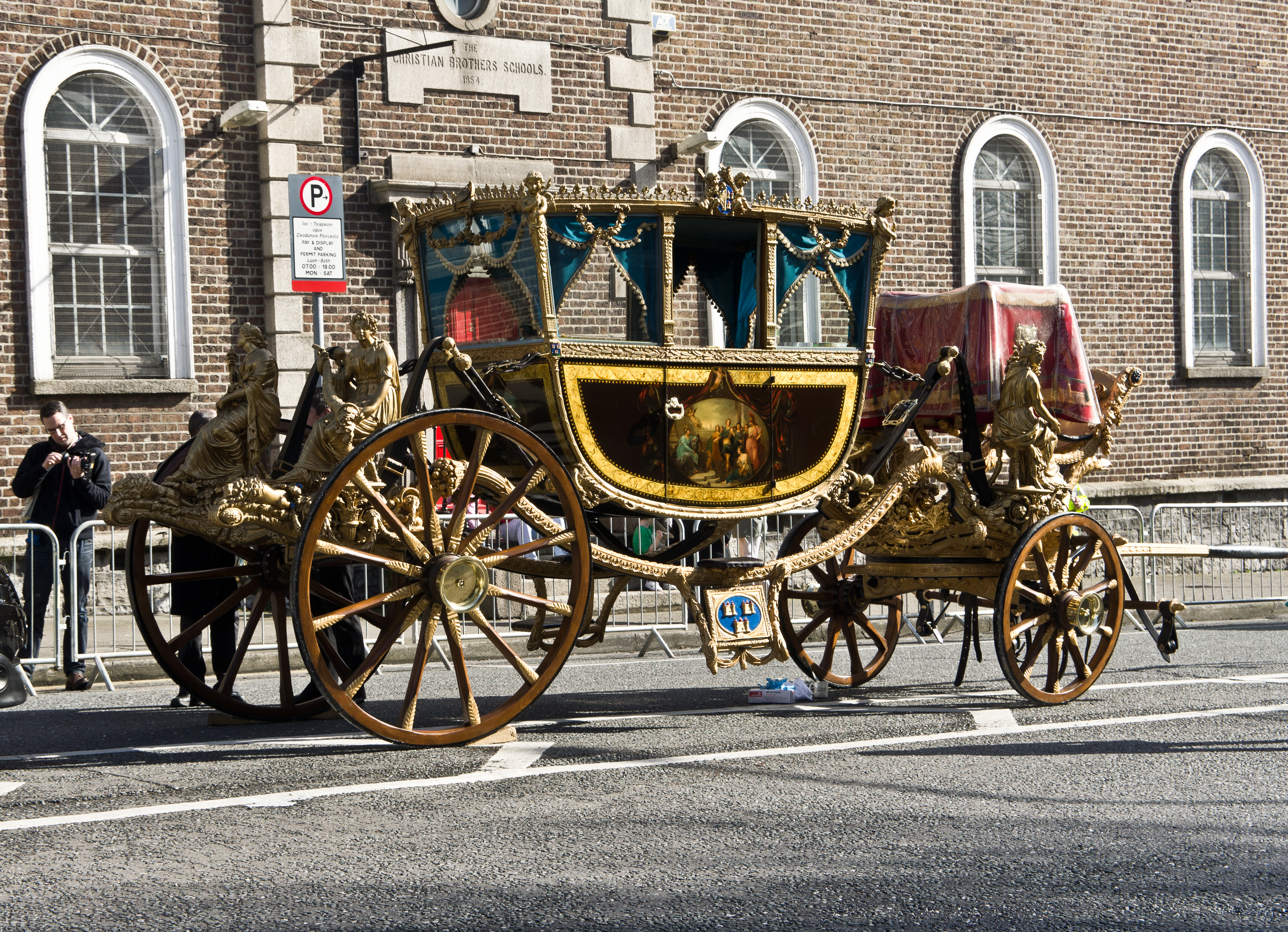
Die Kutsche des Lord Mayor of Dublin

## Trivia
Dem Lord Mayor Dublin kommt das Privileg zu, das erste im Jahr ausgegebene Kfz-Kennzeichen zu bekommen. Seit 2018 wird er von der Dublin Bicycle Campaign mit einem Fahrrad zum Dienstantritt ausgestattet.

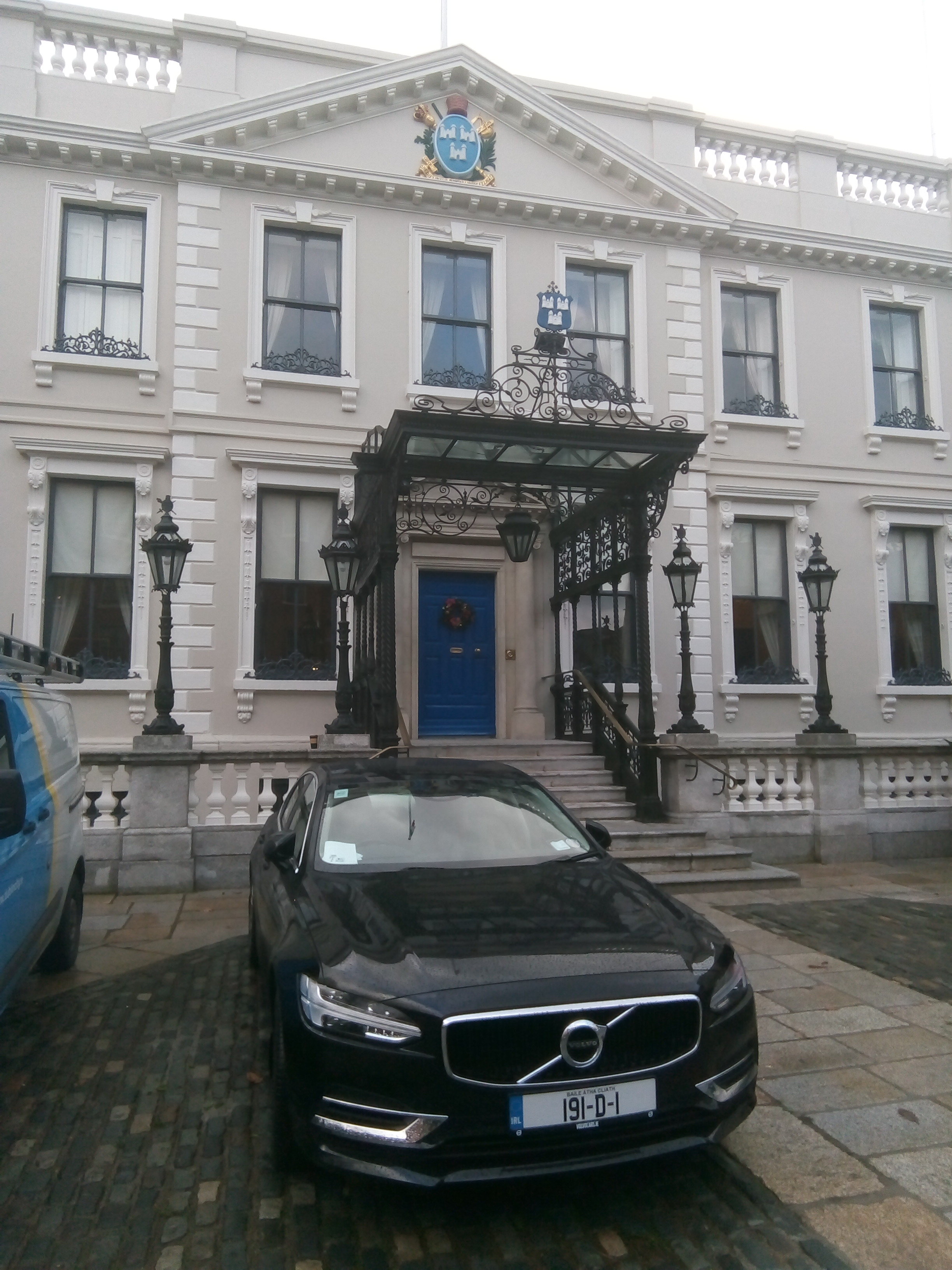
Mansion House und das Kraftfahrzeug des Lord Mayor